# Fuente de Sesga
La fuente de Sesga es un manantial de abastecimiento público de agua en Sesga, pedanía de Ademuz, municipio de la provincia de Valencia (Comunidad Valenciana, España).

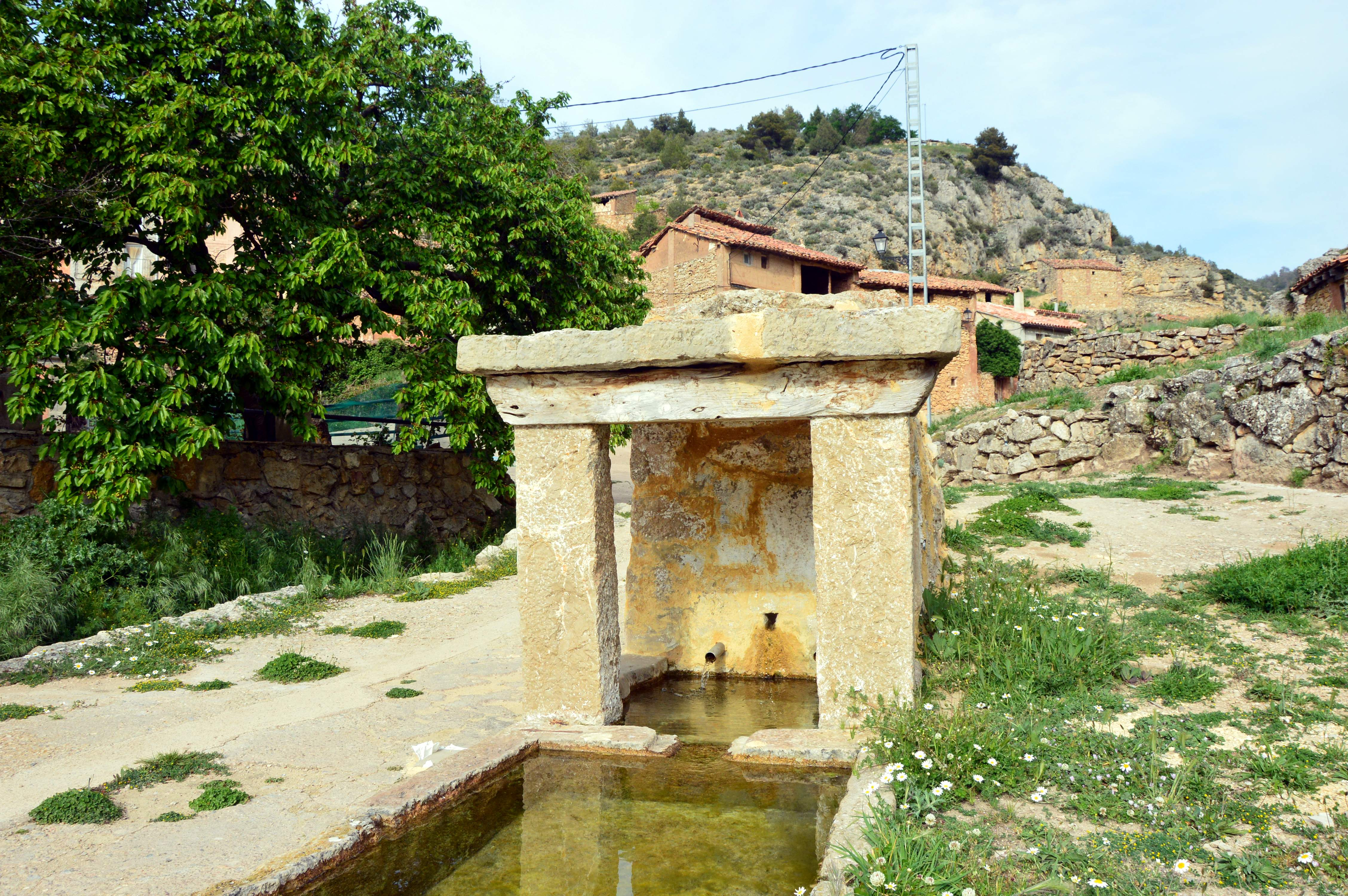
Detalle del pilón cubierto y primer abrevadero de la fuente de Sesga (Ademuz, Valencia), 2018.

Se halla en el extremo suroriental de la aldea, consta de pilón cubierto y abrevaderos. La fuente y el lavadero público anexo constituyen un conjunto hidráulico señalado como «arquitectura del Agua».

## Historia
La fuente de Sesga tiene carácter fundacional ya que «resulta evidente que el caserío se fundó y creció al murmullo del manantial». Inicialmente, la fuente debió tener un aspecto muy distinto. Consta por testimonios que los abrevaderos fueron troncos de árboles vaciados, sustituyéndose posteriormente por los actuales gamellones, el primero de piedra y el más extremo de mampostería enlucido con cemento. El segundo abrevadero data de los años treinta del pasado siglo XX, ampliado por el incremento de la cabaña ganadera.
La primera descripción de la fuente procede Luis B. Lluch Garín (1907-1986), según las notas recogidas tras una visita al lugar (agosto de 1957). El relato del periodista fue publicado en el diario Las Provincias (el 16 de noviembre de 1966), allí describe sus impresiones respecto de la fuente y el panorama aldeano:

«A la salida del pueblo hay una fuente. Unas piedras talladas forman un dolmen como una tumba prehistórica levantada en honor de la diosa del agua. una madre y una hija, con sus cántaros a la espera y sus pañuelos blancos en la cabeza, tiene aires de samaritanas junto al pozo de Jacob. [...] Desde lo alto de la ladera (de la fuente) y bajo la sombra húmeda del nogal [...] contemplo a mis pies el racimo de casucas de Sesga con sus tejados alargados y estrechos que vuelcan su albardilla (de ramas) sobre los menudos corrales. En las tapias de piedra, algunas apuntaladas con espeques, se amontona un armazón de bardas secas./ Nada turba este silencio ni la calma de la hora».
Ermitas y paisajes de Valencia, Luis B. Lluch Garín

Unos años después (septiembre 1964), Francisco Candel (1925-2007) pasó por Sesga:

«Antes de marchar del pueblo vamos a la fuente. Es una fuente que tiene fama en todo el contorno y es el orgullo de la aldea. Se trata de una fama merecida. Tiene dos caños. Sólo brota agua de uno a causa de la inmensa y persistente sequía de todo el año. Es un agua helada, fantástica, deliciosa. La alberca que la recibe tiene un mágico fondo verde. El agua el purísima y cristalina. Metes la mano en ella y notas que se te va helando paulatinamente. Encima de los caños, unas piedras talladas forman como un dolmen».
Viaje al Rincón de Ademuz, Francisco Candel

Al final de la centuria (1998), la periodista María Ángeles Arazo (Valencia, 1931), a su paso por el lugar menciona la aldea y su fuente: «la aldea de Sesga, tan solitaria, tan humilde que las mujeres aún acuden con sus cántaros a la fuente». Lo cierto es que a finales de la centuria pasada, ni el agua corriente ni la electricidad habían llegado a Sesga todavía. El geógrafo Rodrigo Alfonso (1998) nombra también la fuente de Sesga como una de las principales del término de Ademuz, situándola «en su aldea homónima».

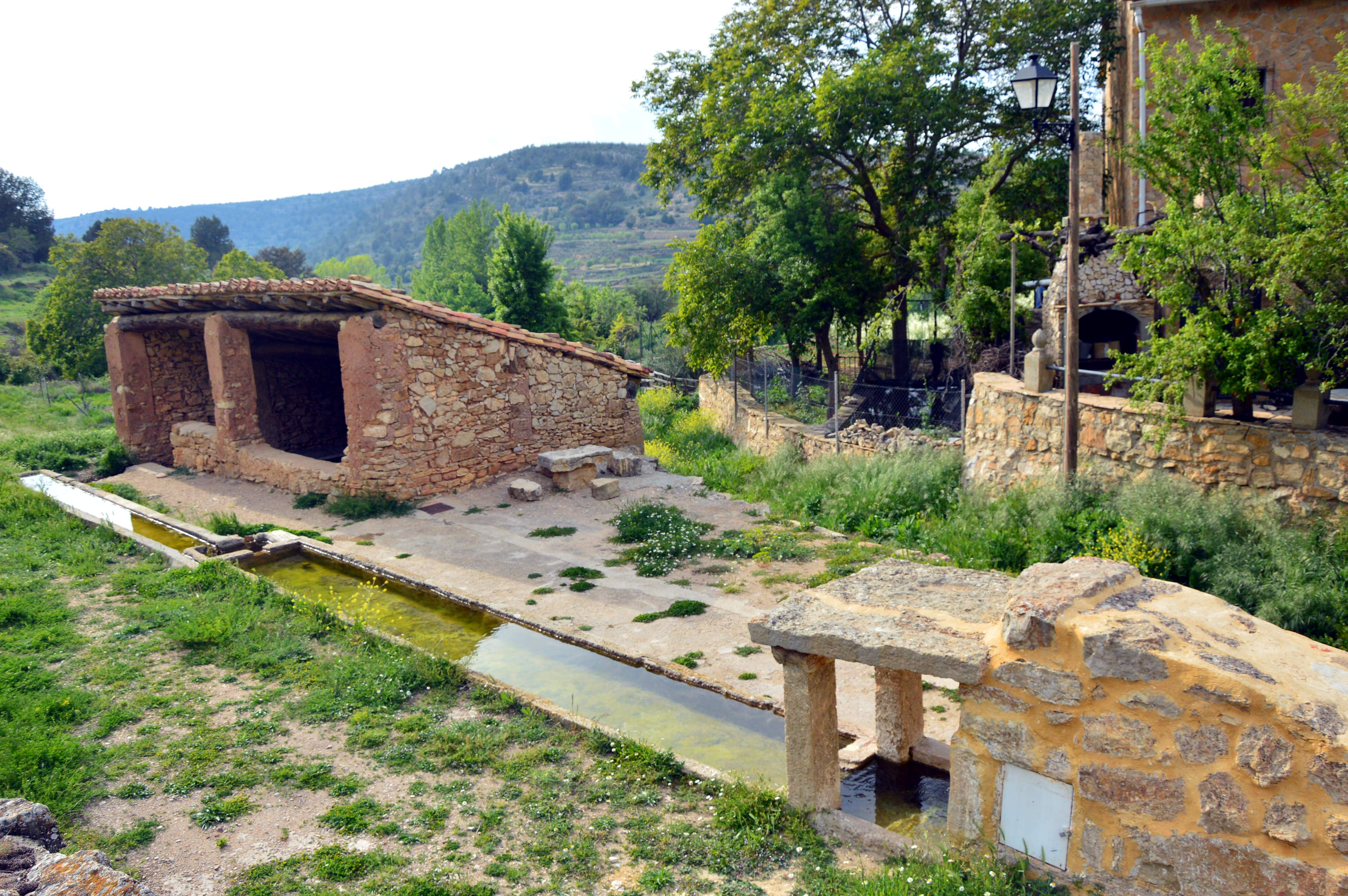
Vista general (suroriental) del conjunto de la fuente de Sesga, abrevaderos y lavadero público, desde la Tejería (Ademuz, Valencia), 2018.

## Ubicación y descripción
La fuente de Sesga se halla en el extremo sur oriental de la aldea, por debajo de la tejería, orientada de este (pilón) a oeste (abrevaderos). Está formada por pilón cubierto por una gran losa plana sujeta por dos bloques de piedra. Tiene dos abrevaderos, el segundo construido en los años treinta del pasado siglo XX.
Posee dos caños por los que cae el agua a la pila, el agua rebosa por una hendidura al primer gamellón, amplia canal formada por losas verticales. El segundo gamellón es más estrecho que el primero y se halla en el extremo distal, sus muretes son de mampostería enlucida de cemento. Entre ambos gamellones hay una estructura cuadrangular denominada «ventanica», que sirve como punto de limpieza.
El agua pasa del primer gamellón al segundo por una acanaladura existente en la parte superior de la «ventanica», que posee también dos hendeduras laterales. De esta forma, el agua discurre del primer gamellón a la «ventanica» por la hendidura lateral y al segundo gamellón por la acanaladura, y de este a la «ventanica» por otra hendidura lateral. Las hendeduras laterales de la «ventanica» tienen distinta profundidad, de forma que el agua solo pasa del primer gamellón a la «ventanica» cuando está muy lleno.

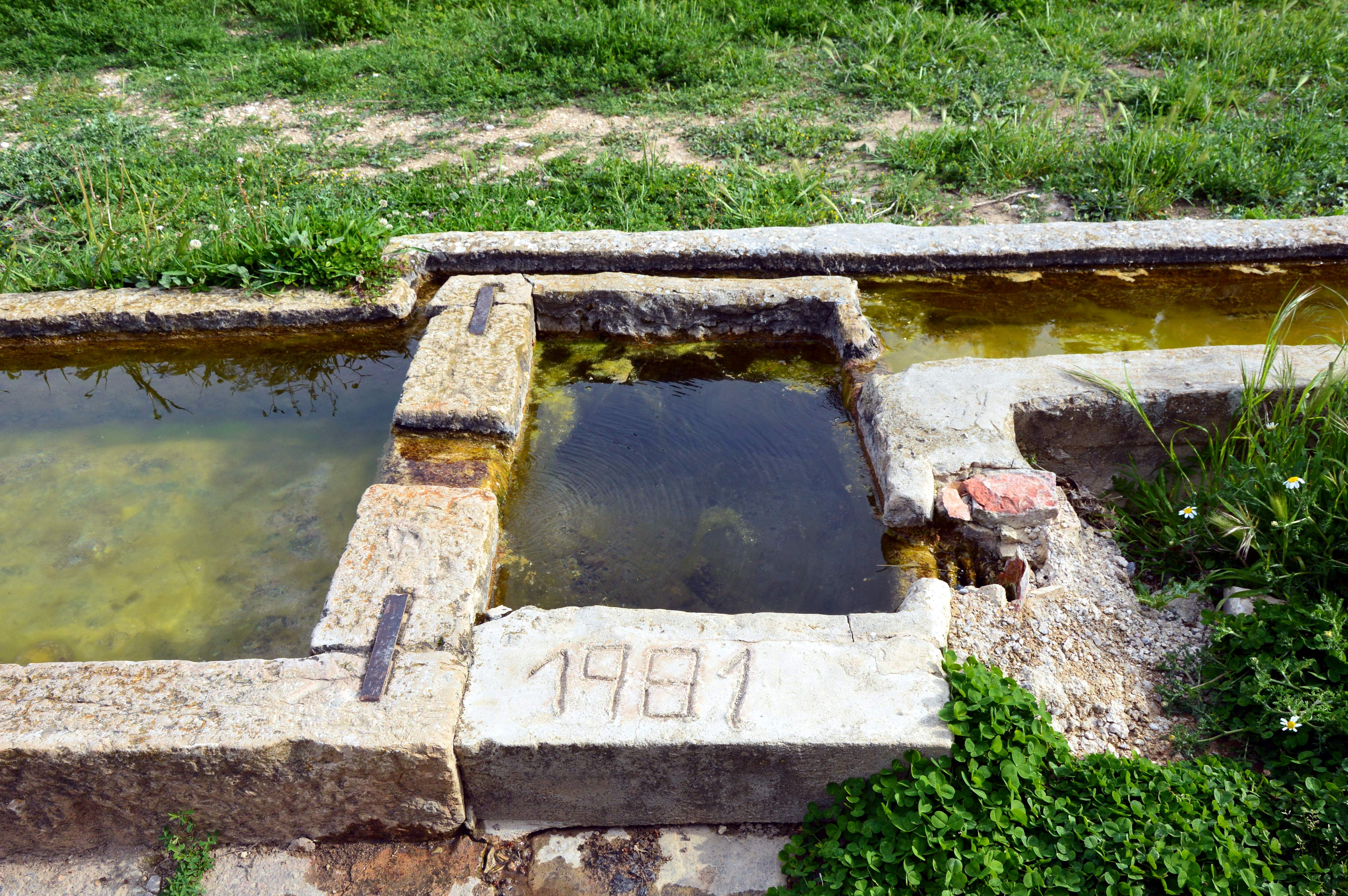
Detalle de la "ventanica", punto de limpieza en la fuente de Sesga (Ademuz, Valencia), 2018.

Mediante este sistema, el agua de los gamellones permanece siempre limpia: «Nadie que comprendiera el funcionamiento del abrevadero acudía al caño original a limpiarse, sino que se dirigía a la ventanica».
El agua del «punto de limpieza» pasa a la pila del lavadero, situado en una cota inferior, mediante un conducto subterráneo.
Por un sumidero, el agua sucia pasaba a una balsa situada en la parte posterior del lavadero: la balsa se utilizaba como batán para el lavado de la lana y para remojar mimbres. Finalmente, el agua del batán pasa a una serie de balsones, utilizándose para regar los huertos de la vega.